# Estación Lebu
Lebu fue una estación ferroviaria ubicada en la comuna homónima de Chile, ubicada en la Región del Biobío, y que fue cabecera del ramal Los Sauces-Lebu. Actualmente la vía se halla levantada y no quedan restos de la estación. En su lugar se emplaza el Liceo Isidora Ramos.

## Historia
Con el inicio de la planificación y estudios de un ferrocarril que uniera al puerto de Lebu con la red central, varios estudios se realizaron entre 1894 a 1905, pero para 1915 la empresa "The Chilian Eastern Central Railway Company" estaba con problemas financieros y con el tramo entre estación Los Sauces y Guadaba listos; y tuvo que venderle su parte a la Compañía Carbonífera de Lebu, quien siguió los trabajos en 1923. El ferrocarril llegó a esta estación en 1915, con la culminación de la construcción de la sección del ferrocarril entre esta estación y la estación Los Álamos. Debido a la tarea de atravesar la cordillera de Nahuelbuta, el ferrocarril entero entró en operaciones en 1939.
En lo que es ahora la intersección de las calles Caupolicán con Lepiñanco, existió un triángulo de inversión para las locomotoras. Aunque la estación se encontraba en calle Pedro Aguirre Cerda con Arturo Prat, la vía continuaba hasta lo que es la calle Covadonga con Pedro Lagos.
Aun cuando el ferrocarril dejó de operar a mediados de 1980 y gran parte de su infraestructura había sido sustraída,[cita requerida] el 20 de octubre de 1998 la Empresa de los Ferrocarriles del Estado da de baja el ramal entre Purén y Lebu; y en 2005 se entrega el permiso estatal para la remoción de todo bien mueble e inmueble del ramal. Actualmente la vía se halla levantada, y no quedan restos de la estación, en cambio en ese lugar se emplaza el Liceo Isidora Ramos.